# Saint-Maurice-près-Crocq
 Saint-Maurice-près-Crocq  es una comuna (municipio) de Francia, en la región de Lemosín, departamento de Creuse, en el distrito de Aubusson y cantón de Crocq.
Su población en el censo de 1999 era de 115 habitantes.
Está integrada en la Communauté de communes du Haut Pays Marchois.

## Demografía
| 212 | 225 | 210 | 158 | 130 | 115 |
| Para los censos de 1962 a 1999 la población legal corresponde a la población sin duplicidades (Fuente: INSEE [Consultar]) |     |     |     |     |     |